# Хрущак борошняний
Хруща́к борошня́ний (Tenebrio molitor) — жук з родини чорнотілок. Імаго має чорне забарвлення, довжина тіла 12—16 мм. Личинки відомі як «борошняні хробаки», жовті і пружні, до 30 мм завдовжки. Личинки хрущака борошняного — шкідники продуктів рослинного походження. Разом з тим широко використовуються як корм для тварин і можуть споживатися людиною.

## Будова

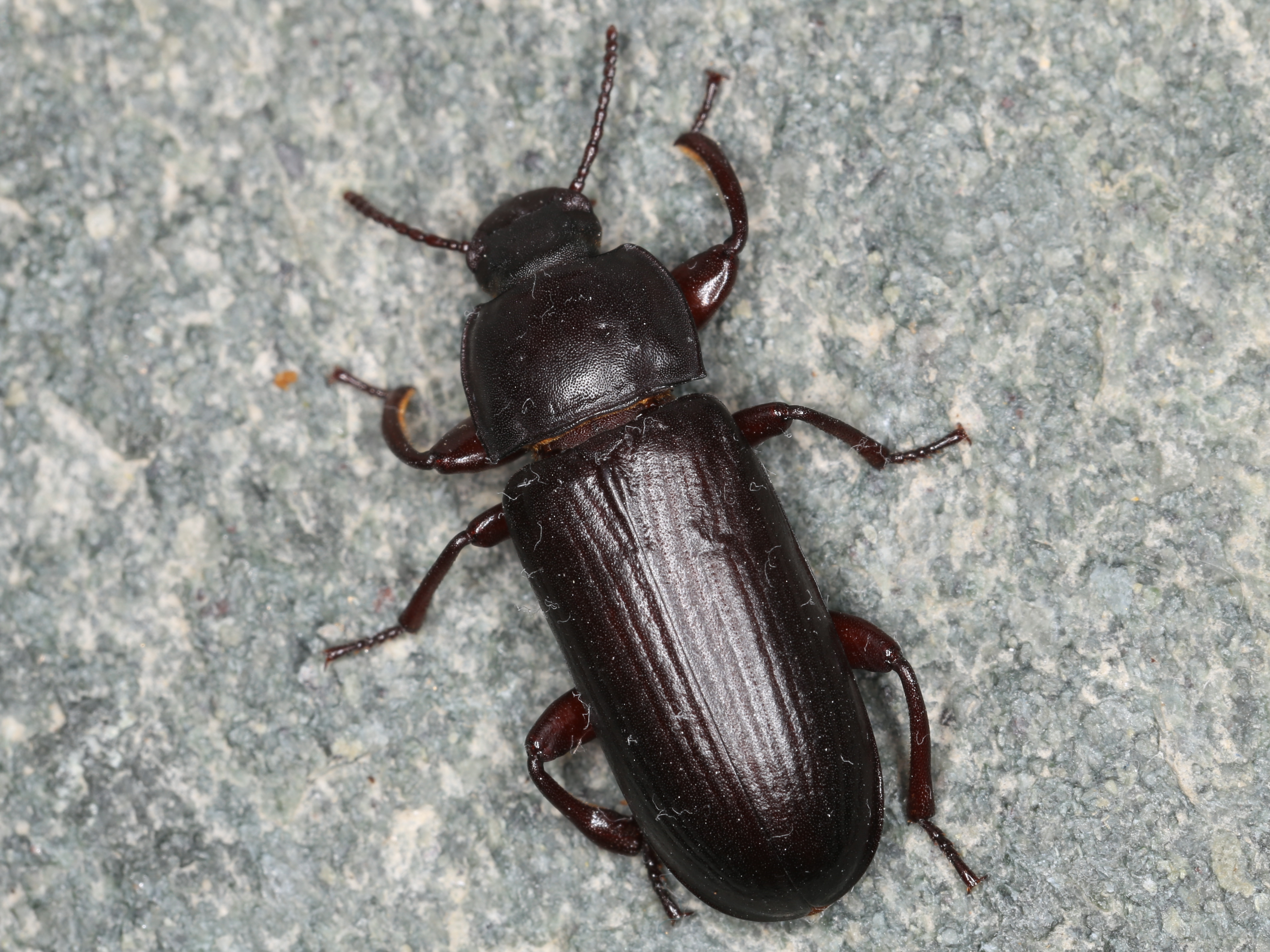
Дорослий жук

Жук завдовжки 12–16 мм, чорнобурий, з жирним блиском; надкрила з поздовжніми борознами, утвореними рядами неглибоких впадин, вусики короткі, дещо потовщені до верхівки; передньоспинка значно ширша за свою довжину.
Яйце 1,7 — 1,8 мм, молочнобіле, овальне, блискуче. Личинка завдовжки 25–30 мм, жовта; передні ноги довші за середні та задні; вершина дев'ятого сегмента черевця має два зближених шипа, загнутих угору, по боках яких містяться по два маленьких шипики. Лялечка завдовжки 16 — 18 мм, жовтувата, із чотирикутними гребенеподібними придатками з боків черевних сегментів і двома рогоподібними виростами на кінці тіла.

## Розмноження
Самки відкладають яйця по одному або групами, приклеюючи їх на продукти, тару, стіни. Одна самка за добу може відкласти до 40, а упродовж життя — до 550 яєць. Личинки зимують у природних умовах або в неопалюваних складських приміщеннях. Заляльковуються навесні за дощатими обшивками, у щілинах, швах мішків та інших затишних місцях. Розвиток лялечки триває від 6 до 47 діб залежно від температури. Жуки з'являються пізньої весни або на початку літа. Ведуть прихований спосіб життя й активні вночі. Жуків приваблює світло. У неопалюваних приміщеннях розвивається одне покоління, в опалюваних — неповних два.
Личинки за сприятливих умов линяють до 15 разів. Повний розвиток у дорослого жука за сприятливих умов триває близько року, за несприятливих — до двох років. Личинки стійкі до коливань температури: при –5 °С гинуть упродовж 75–80 діб, при –10 °С — через місяць, а за температури понад +50 °С гинуть упродовж години. Під впливом прямих сонячних променів гинуть упродовж 10 хвилин.
Чисельність хрущака певною мірою знижує хижий кліщ Caloglyphus mycophagus.

## Харчування
Хрущак борошняний віддає перевагу гнилому зерну або розмеленим злакам. Також харчується продуктами рослинного походження: шротом, борошном, висівками, крупами грубого помелу, хлібом, сухарями, відходами млинів; а також м’ясними обрізками, пір’ям і мертвими комахами.

## Значення для людини

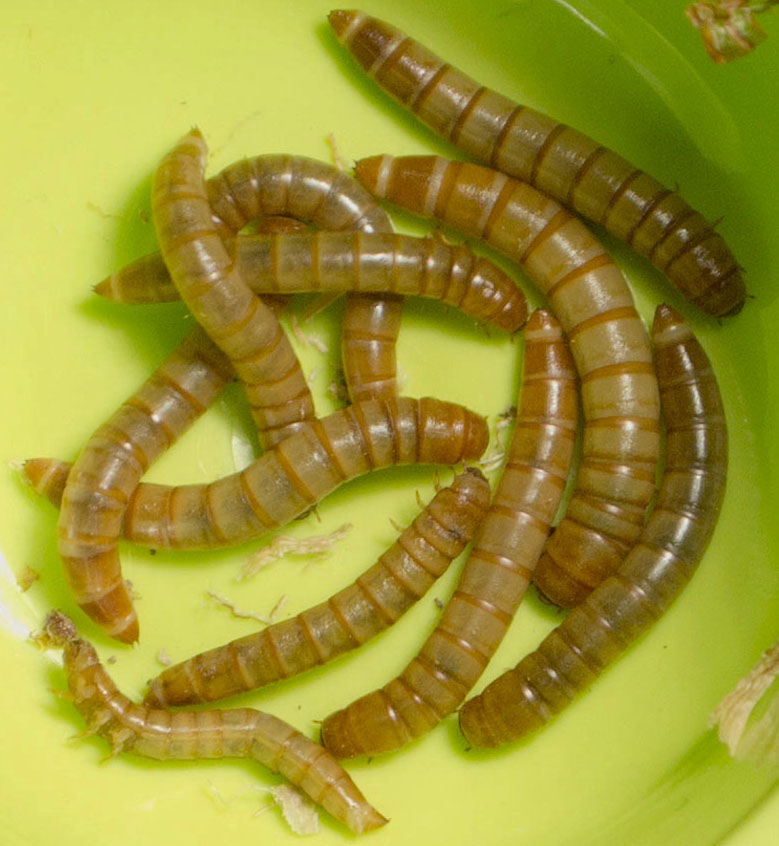
Личинки

Жуки і личинки пошкоджують борошно, крупу, висівки, а також зерно, сухарі, макаронні вироби. Личинки хрущака — це найбільші за розміром комахи-шкідники зерна та зернових продуктів. Імовірно, що жуки первісно населяли Середземноморський регіон, але розселилися по багатьох регіонах світу в результаті людської торгівлі та колонізації. Найдавніші археологічні відомості про борошняних хробаків можна віднести до Туреччини бронзового віку. Їх згадують записи з Британських островів і Північної Європи, але борошняні хробаки відсутні в археологічних знахідках Стародавнього Єгипту.
Не виключають, що борошняний хрущак і його личинки є проміжними хазяями гельмінта з класу цестод — карликового ціп'яка (Hymenolepis nana), який спричинює у людей гіменолепідоз.
Борошняні хробаки продаються як живий корм для домашніх тварин, наприклад, курей, риби.
Також борошняні хробаки їстівні для людини та можуть замінювати рибу чи м'ясо в повсякденному раціоні. В 2021 році їхній продаж як їжі дозволено ЄС. 100 г борошняних хробаків має поживну цінність 247 Ккал, містить 19 г білка та 12 г жиру. Висушені та потім розтерті на порошок личинки поживніші, бо в них менший вміст води.
У 2015 році виявлено, що борошняні хробаки можуть розкладати полістирол на органічну речовину зі швидкістю приблизно 34–39 мг на день завдяки бактеріям у своєму кишечнику.
Борошняних хробаків разом з іншими організмами запустили в 1968 році в космос на радянському безпілотному космічному кораблі Зонд-5, що облетів навколо Місяця.